# صموئيل إي. ريد
صموئيل إي. ريد هو سياسي كندي، ولد في 14 نوفمبر 1854، وتوفي في 8 مارس 1924.